# Vincenzo Martinelli (scrittore)
Vincenzo Martinelli (Montecatini Valdinievole, 1º maggio 1702 – Firenze, 19 maggio 1785) è stato uno scrittore italiano.

## Biografia
Figlio di Matteo, compì i primi studi nel suo paese, poi si iscrisse all'università di Pisa, dove conseguì la laurea in legge. Successivamente si trasferì a Firenze in cerca di un lavoro. Non soddisfatto degli impieghi trovati, si spostò attraverso varie città italiane. A Venezia scrisse una composizione teatrale che non riscosse gran successo di pubblico. A Napoli frequentò l'ambiente culturale della città, in particolare si avvicinò a Bernardo Tanucci. Lasciata l'Italia, viaggiò tra Inghilterra, Paesi Bassi, Germania, Francia, finché nel 1748 non si stabilì a Londra. Fu insignito del diploma accademico di antiquario e si dedicò alla composizione di un saggio storico-filosofico Istoria d'Inghilterra, opera in tre volumi e prima storia dell'Inghilterra scritta in lingua italiana. Si dedicò allo studio della letteratura, ampliando nel 1762 la Istoria del Decamerone di Giovanni Boccaccio del fiorentino Manni. Pubblicò una raccolta di scritti sulla storia della letteratura italiana, le Lettere familiari e critiche. Dopo quasi trent'anni di vita londinese, nel 1776 fece ritorno a Firenze. Qui, su richiesta del granduca Pietro Leopoldo, scrisse la Istoria della Real Casa de' Medici, un'opera mastodontica in quarantacinque volumi, rimasta inedita.

## Opere
- Istoria critica della vita civile (1752)
- Lettere familiari e critiche (1758)
- Il Decamerone di Giovanni Boccaccio cognominato Principe Galeotto (1762)
- Istoria d'Inghilterra (1770-73)
- Storia del governo d'Inghilterra e delle sue colonie d'India e nell'America Settentrionale (1776)